# Кнежевичи-Парчевичи
Кнежевичи-Парчевичи е босненско-хърватски род, разселен по Балканите.
Неговите представители (включително от производни родове фамилии Черкичи-Парчевичи, Пеячевичи, Кнежевичи и Томагионовичи) взимат дейно участие в борбите срещу османското нашествие и оставят своите имена завинаги в историята не само на България, но и на целия Европейски Югоизток. Те свързват пряката си политическа и военна дейност с виенския кралски двор, заради което получават потвърждение на своя благороднически произход с право на наследствени баронски и графски титли и гербове. От този род излизат бележити политически, военни и културни дейци, които оставят трайна следа в историята на България, Австрия, Унгария и Хърватско.

## XIV век
Босненският крал Стефан Дабиша-Кнежевич, придобил името „Кнежевич“ по княжеската титла на баща си княз Нинослав (Вук) Котроманич, чрез фамилията на съпругата си се свързва в  с унгарските и полските кралски династии. При размириците около босненския престол в 1367 г. между братовчедите Стефан Твърдко I и Стефан Дабиша-Кнежевич, последният заедно със синовете си Владислав, Парчия и Вук са преследвани. Стефан Дабиша е принуден да напусне страната. Докато вторият му син Парчия избягва в България, другите му двама синове – първородният Владислав, ослепен от Твърдко, и Вук са затворени. След смъртта на Твърдко I през 1391 г., Стефан Дабиша става крал на Босна, а Владислав и Вук са основоположниците на фамилията Кнежевичи в Босна. Парчия на свой ред става родоначалник на българския клон на Кнежевичите-Парчевичите. Първоначално той пребивава в Търново, след което получава от цар Иван Александър наследствени земи и построява замъка „Кнеже“ на река Скът (на мястото, където е днешният град Кнежа).Така Кнежевич станал васала на Иван Срацимир, който след 1355 г. владеел Видинската област като съцар на Иван Александър. Най-вероятно заселването е станало около 1357 – 1358 г. и зедно с престолонаследника на Босна тук се установява и неговото войнство, свита, духовници, рудари и занаятчии, които започнали да изповядват католицизма.
Цар Срацимир включва представителите на фамилията в кръга на своето висше болярско обкръжение. Единият син на Парчия Кнежевич, Андрей Парчевич, е посланик на видинския владетел в двора на унгарския крал Лайош I Анжу , докато вторият му син Никола I Парчевич, който е продължител на фамилията в България, взима участие с предвождан от него отряд в Черноменската битка през 1371 г. срещу османския военачалник Лала Шахин. Две години след завладяването на Ниш през 1388 г. ,турците нахлуват през българските земи в сръбските, но при Плочник са разбити от Твърдко и княз Лазар. След битката при Косово поле ,Парчевичи губят владенията си и Никола Парчевич се преселва в Кипровец. От този момент нататък животът и делото на всички представители от тази фамилия се свързват с този град.

## XV век
Следващият изтъкнат представител на рода е Петър I Парчевич, син на Никола Парчевич. Той взема активно участие в опитите на видинския принц Константин II Асен да възвърне владенията на баща си Срацимир по време на династичните междуособици около турския трон в самото начало на XV век, и след неуспеха на начинанието избягва заедно с него в Сърбия. Умира през 1423 г в Призрен.
Неговият син Никола II Парчевич емигрира в Унгария и там се отличил със своята храброст и пълководчески качества във войните, водени срещу Турция от унгарския крал Сигизмунд , вероятно пак като член на свитата около българския престолонаследник Фружин. След окончателното проваляне на всички упорити начинания за освобождението на България, последният се заселва в района на Албания и Черна гора, където около средата на XV век се ражда синът му Йован (Иван, Гиони) Парчевич.Междувременно родовите владения на Парчевичи, останали в българските земи, запустяват и влачат жалко съществуване докато самите Парчевичи с приближените си са в изгнание извън пределите на родината си – в Албания и Черна гора. През 1481 г. в България се завръща по-големият син на Никола II Парчевич, Йован (Гиони), и разделя цялото имущество между четиримата си сина, които стават основоположници на четири нови разклонения на рода:
1. Иван I – най-старият син на Гиони – си запазва името Парчевич. Значително по-късно това име е заменено с името на владетелския замък Черки и към баронската титла, която получават, преките му наследници прибавят Черкичи, Черкич-Парчевич.
2. Димитър – вторият син – по името на замъка Пеячево приема името Пеячевич.
3. Стефан – третият син – приема името на стария замък Кнеже и започва да се нарича Кнежевич.
4. Тома – четвъртият син – запазва името на баща си, което прибавя към своето и става родоначалник на фамилията Тома-Гионович (Томагионович).